# Simon P. Hughes, Jr.
Simon P. Hughes, Jr., né le 14 avril 1830 Carthage (Tennessee) et mort le 29 juin 1906 à Little Rock (Arkansas), est un homme politique démocrate américain. Il est gouverneur de l'Arkansas entre 1885 et 1889.

## Sources
- (en) Cet article est partiellement ou en totalité issu de l’article de Wikipédia en anglais intitulé « Simon P. Hughes, Jr. » (voir la liste des auteurs).